# DR Automobiles Groupe
La DR Automobiles S.r.l. est un constructeur automobile italien.
L'entreprise importe en Italie des voitures achetées sous forme CKD à l'entreprise chinoise Chery et les rebadge sous sa propre marque. Concrètement, 60 % des voitures sont assemblées en Chine et les finitions sont effectuées dans une usine à Macchia di Isernia, tout comme les derniers tests et les adaptations nécessaires. 
La société, basée à Macchia d'Isernia, Molise, adopte une stratégie de marketing inhabituelle : d'abord, sans avoir son propre réseau de distribution, la société a conclu un partenariat avec le groupe Finiper. Jusqu'en 2009, on pouvait trouver et acheter des voitures DR dans les hypermarchés. Aujourd'hui, l'entreprise possède son propre réseau de distribution sur le territoire italien.

## Historique
Di Risio a fondé Katay, une marque entièrement vouée à l'importation de la production automobile chinoise. 
L'entreprise possède une usine de fabrication, avec une capacité d'assemblage d'environ 100 véhicules par jour, à Macchia d'Isernia. 
Depuis 2009, soixante-dix concessionnaires ont été ouverts dans toute l'Italie et un réseau de centres de service après-vente avec plus d'une centaine de services dirigé par Enrico Romano.
Depuis 2010 l'administration de la RD est dirigé par Roberto Risi, directeur des finances et ex-manager de Fiat Worldwide. 
La marque commence à être importée en France en 2020, uniquement par le biais d'un revendeur indépendant localisé à Brive-la-Gaillarde. 

## Modèles

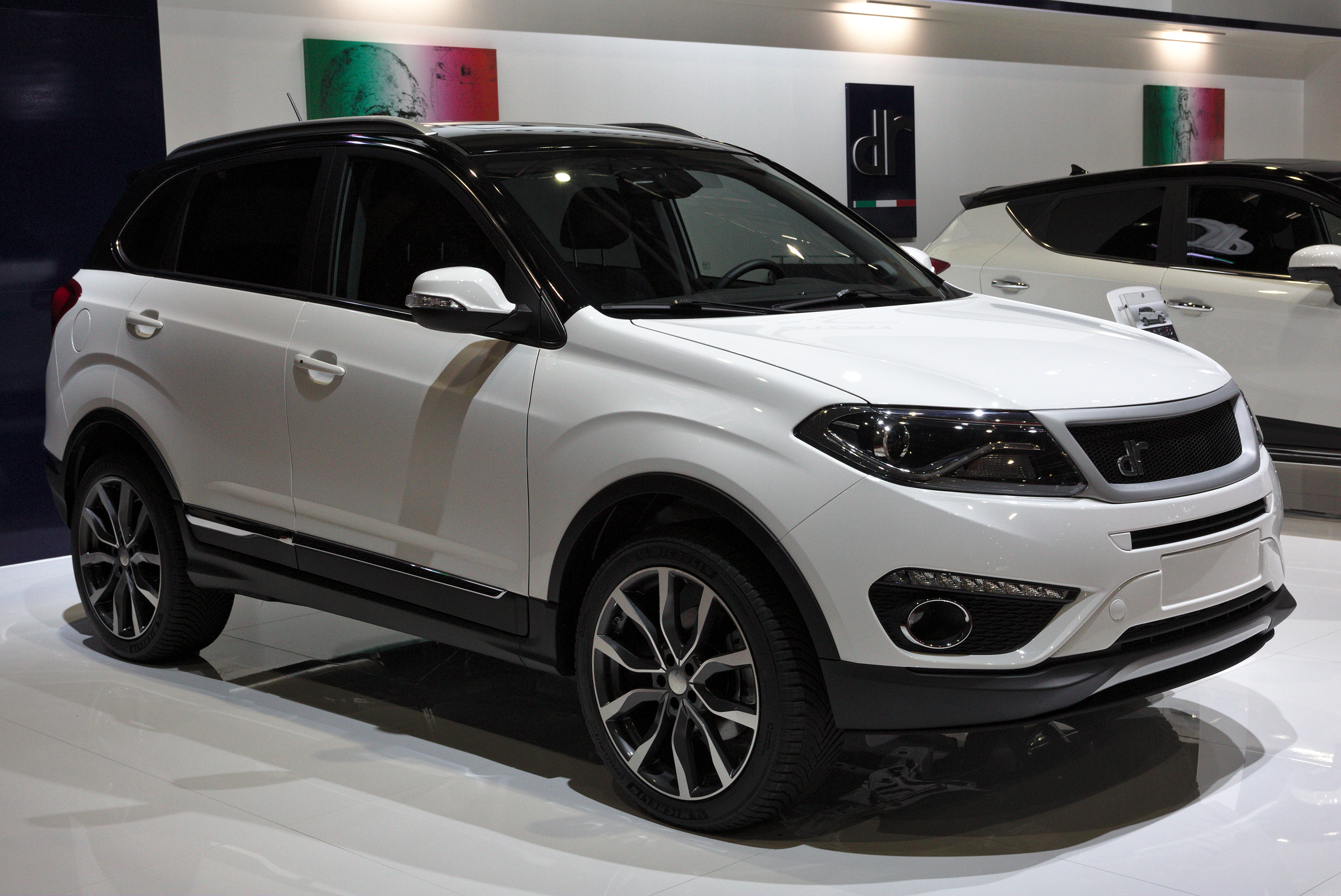
DR6

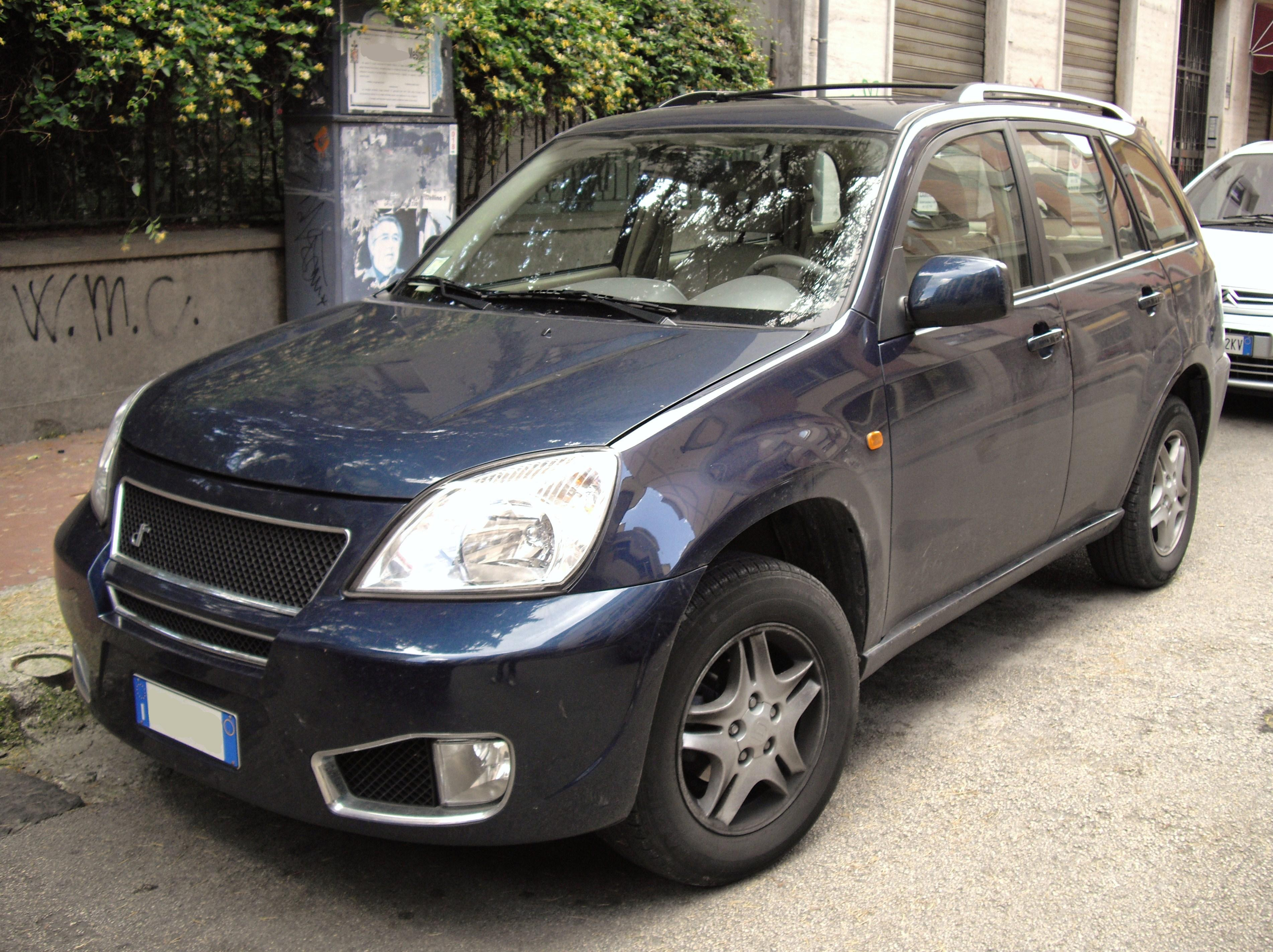
DR5

La première voiture vendue de la marque est un SUV, appelé DR 5 (it), avec des composants Chery et une électronique Bosch.Ce modèle a été présenté comme un prototype au 31e Motor Show de Bologne en 2006.
DR5 a été le premier modèle DR, lancé en novembre 2007, et pour l'occasion, Massimo Di Risio a célébré le moment avec le geste symbolique de poinçonner le numéro de châssis sur la première voiture produite. 
Le 33e salon de l'automobile de Bologne, en 2008, a accueilli la présentation de deux autres modèles : Le SUV compact DR3 et la DR1, petite voiture de ville.

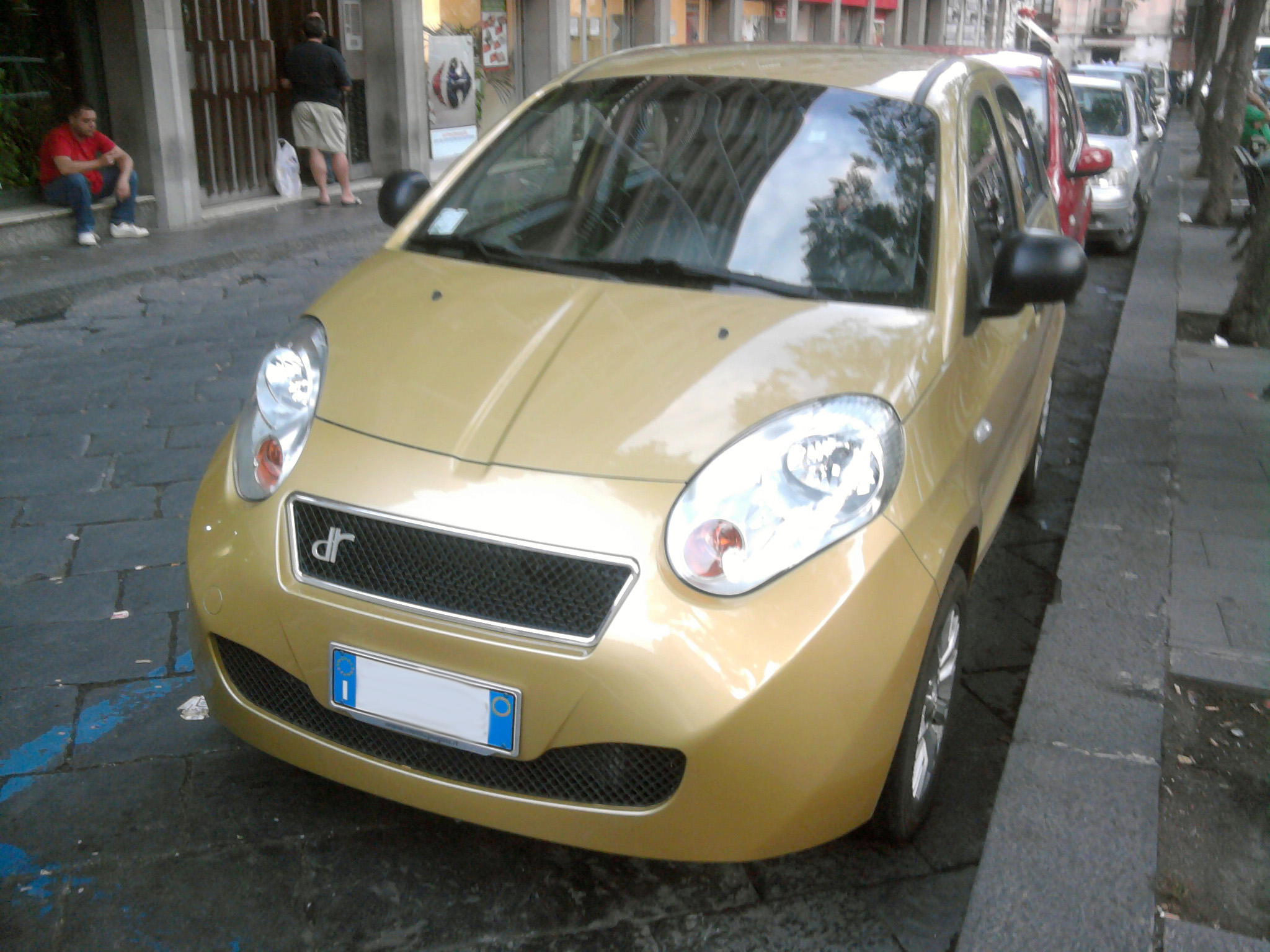
DR1

Les composants de la DR1 sont dérivées de la Riich M1 du groupe Chery.
À Genève, en 2009, a été présentée la DR2, une voiture compacte à 5 portes qui a été introduite sur le marché au printemps 2010.
En décembre 2010, la nouvelle DR3 a été présentée à Bologne.
En 2013, l'entreprise lance la DR City Cross (it).
En 2015, l'entreprise commence la production de la DR Zero, une mini-citadine basée qui vient remplacer la DR1.

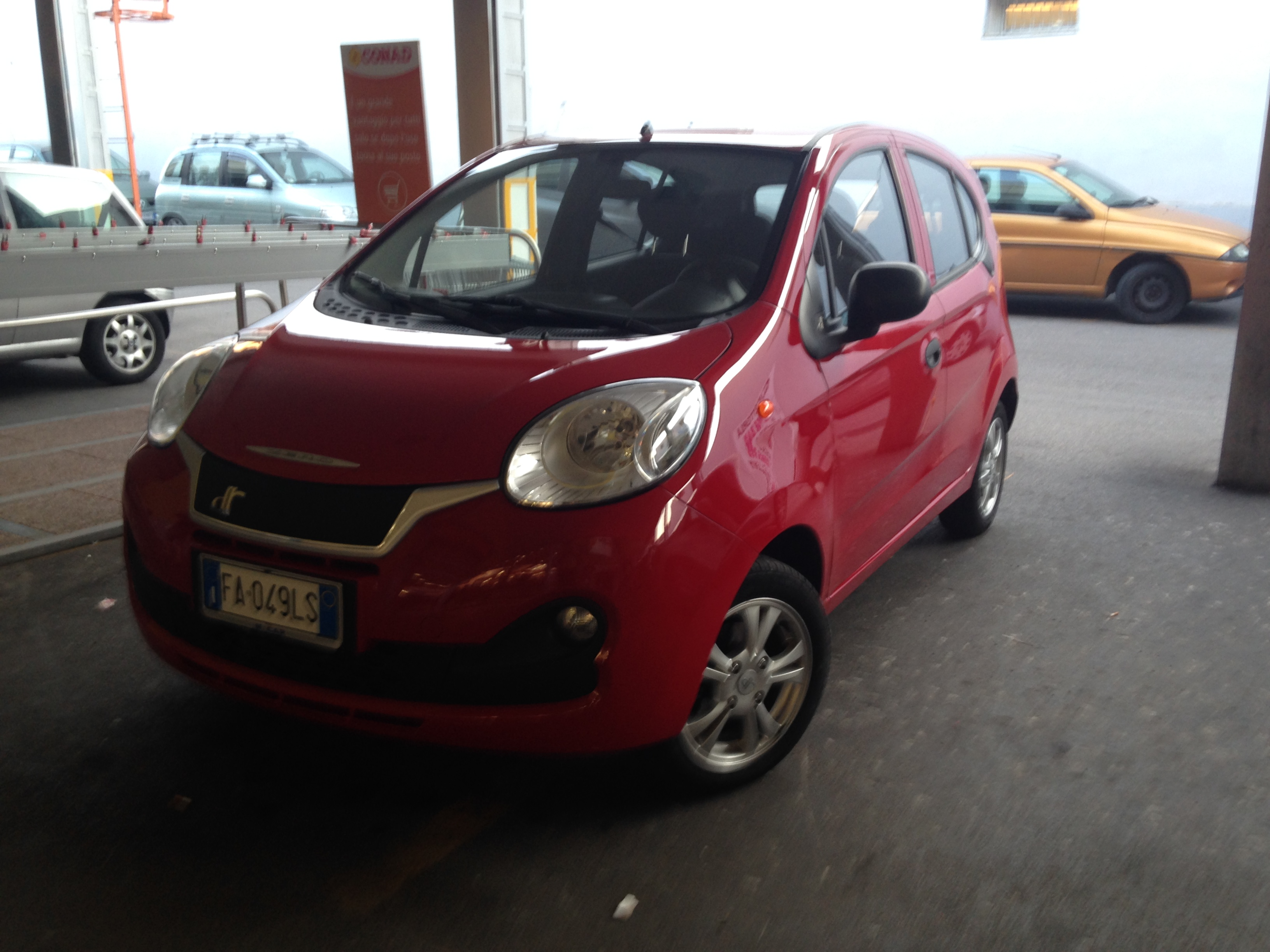
DR Zero

## Stratégie d'entreprise
Grâce à sa stratégie commerciale, la marque automobile DR est devenue célèbre en Italie. 
En décembre 2009, en conjonction avec le lancement de la DR1, DR Motor Company a inauguré son réseau italien de vente et a résilié le contrat avec le groupe Finiper.
À ce jour, le réseau destiné à la distribution de voitures particulières a plus de soixante-dix concessionnaires et une centaine d'ateliers.
| Années | Voitures |
| ------ | -------- |
| 2007   | 21       |
| 2008   | 1 908    |
| 2009   | 2 326    |
| 2010   | 4 936    |
| 2011   | 2 942    |
| 2012   | 711      |
| 2013   | 465      |
| 2014   | 360      |
| 2015   | 446      |
| 2016   | 478      |
| 2017   | 416      |
| 2018   | 1 501    |
| 2019   | 3 793    |
| 2020   | 3 476    |
| 2021   | 8 362    |
| 2022   | 24 480   |
| 2023   | 36 193   |